# Journal of Clinical Monitoring and Computing
Journal of Clinical Monitoring and Computing is een internationaal, aan collegiale toetsing onderworpen wetenschappelijk tijdschrift over patiëntbewakingsapparatuur in de anesthesiologie. De naam wordt in literatuurverwijzingen meestal afgekort tot J. Clin. Monit. Comput. Het wordt uitgegeven door Springer Science+Business Media namens de European Society for Computing and Technology in Anaesthesia and Intensive Care en verschijnt 8 keer per jaar.